# Dicranomyia leptomera
Dicranomyia leptomera là một loài ruồi trong họ Limoniidae. Chúng phân bố ở miền Australasia.